# George Pell
Pour les articles homonymes, voir Pell.
George Pell, né le 8 juin 1941 à Ballarat dans l'État du Victoria et mort le 10 janvier 2023 à Rome, est un prélat catholique australien. Né dans une famille chrétienne, il se sent pendant sa jeunesse appelé à la prêtrise, mais il ne prend sa décision qu'en 1959. Entré au séminaire en 1960, il est ordonné prêtre en 1966, puis continue ses études jusqu’au doctorat en philosophie. Envoyé servir dans des paroisses, il n'y reste que peu de temps, son évêque l'appelant rapidement pour remplir des charges importantes au sein du diocèse, comme vicaire épiscopal puis directeur de séminaire.
En 1987, le pape Jean-Paul II décide de l'élever à la dignité épiscopale dans la charge d'évêque auxiliaire de Melbourne. Il est alors remarqué par la curie romaine et nommé membre de plusieurs congrégations romaines, bien qu'il ne soit alors qu'évêque auxiliaire, avant d'être nommé, en 1996, archevêque de Melbourne puis en 2001, archevêque de Sydney. Il est créé en 2003, cardinal de l'Église catholique par le pape Jean-Paul II.
Après son élection en 2013, le pape François le nomme membre du conseil des huit  cardinaux chargés de l'aider à réformer la curie. Il reste membre de ce conseil jusque fin 2018. Cette réforme entraîne la création d'un secrétariat pour l'économie pour lequel le pape le nomme premier cardinal-préfet, il laisse alors son siège de Sydney. Il est poursuivi pour des accusations d’actes pédophiles datant des années 1970 et 1990, il est inculpé en 2017 puis condamné en 2018 et incarcéré en 2019, puis acquitté à l'unanimité du jury, un an plus tard, pour absence de preuve par la Haute Cour d'Australie. Il est déchargé successivement de ses charges du conseil des cardinaux et de préfet en 2019.

## Biographie

### Jeunesse et formation
George Pell est né le 8 juin 1941 à Ballarat dans l'État de Victoria en Australie. Son père George Arthur Pell, un anglican non-pratiquant dont les ancêtres étaient de Leicestershire en Angleterre, est alors un champion de boxe en poids lourds et le manager de la Gordon Gold Mine près de Ballarat. Sa mère, Margaret Lillian Pell, née Burke, est une fervente catholique d'origine irlandaise. À sa naissance, ses parents avaient déjà mis au monde en 1940 des jumeaux – un garçon et une fille – morts peu après, George a donc particulièrement été choyé pendant son enfance.
Il fait ses études au couvent de Loreto (en) à Ballarat, où il fait sa première communion en 1948. Il est à ce moment-là atteint d'un abcès ou d'une tumeur à la gorge, qui le rendra malade pendant plusieurs années l'obligeant à subir de nombreuses opérations. À l'âge de dix ans il entre au Collège Saint-Patrick de Ballarat (en), ce collège est alors connu pour fournir le plus de prêtres catholiques de tous les collèges d'Australie. À Saint-Patrick dans les années 1956 à 1959, il joue comme ruckman dans la première équipe de football de son collège. Il signe même pour jouer avec le Richmond Football Club. Toutefois, ses ambitions le mènent plus tard à la prêtrise. Il explique en effet dans un entretien en 1997 qu'à ce moment-là de sa vie, et ce depuis de nombreuses années, il sentait l'appel de Dieu pour le sacerdoce. Après avoir essayé de fuir cet appel, il l'accepte finalement en dernière année d'école. C'est au père John Molony, chapelain du Saint Patrick College qu'il se confie, et qu'il fait part de sa décision.
En 1960, il commence ses études sacerdotales au Corpus Christi College (en), alors situé à Werribee dans la banlieue de Melbourne. C'est au séminaire qu'il fait la connaissance de Denis Hart (en) qui deviendra son successeur comme archevêque de Melbourne. Pell continue de jouer au football et sert comme préfet de classe dans sa deuxième et sa troisième année de séminaire. Il poursuit ensuite ses études à l'université pontificale urbanienne à Rome.

### Prêtre
George Pell est ordonné diacre le 15 août 1966, puis prêtre le 16 décembre suivant par le cardinal Grégoire-Pierre XV Agagianian en la basilique Saint-Pierre. Il obtient une licence en théologie à l'Université pontificale urbanienne en 1967, et un doctorat de philosophie en histoire ecclésiastique à l'Université d'Oxford. Pendant ses études à Oxford, il sert également comme aumônier des étudiants catholiques au Eton College, où il y célèbre la première messe catholique romaine depuis la Réforme anglaise.
En 1971, il retourne en Australie et est affecté au poste de vicaire à Swan Hill dans l'État du Victoria, où il reste deux ans. Il sert ensuite dans la paroisse de Saint-Alipius à l'Est de Ballarat de 1973 à 1983, devenant administrateur en 1984 de la paroisse de Bungaree. En 1982, il obtient une maîtrise de l'éducation à l'université de Monash à Melbourne. Toujours comme administrateur, il sert également comme vicaire épiscopal pour l'éducation de 1973 à 1984. Il remplit ensuite le rôle de directeur du campus d'Aquin de l'institut d'enseignement catholique de 1974 à 1984, avant d'en devenir le principal de 1981 à 1984. Il est également rédacteur en chef de 1979 à 1984 de Light (littéralement « Lumière »), le journal diocésain de Ballarat.
De 1985 à 1987, Pell est recteur du séminaire pour son « alma mater » au Corpus Christi College ; il est vicaire dans les paroisses de Victoria. Il enseigne en parallèle au Campion Hall.

### Évêque
Le 30 mars 1987, le prononce apostolique d'Australie (en) Franco Brambilla (en) annonce l'élévation à la dignité épiscopale par Jean-Paul II de George Pell et Peter Connors comme évêques auxiliaires de Melbourne. George se voit alors conféré le titre d'évêque in partibus de Scala (de). Il est consacré évêque le 21 mai suivant par son archevêque Frank Little, celui-ci est assisté de Ronald Mulkearns (de) et Joseph O'Connell.
En 1990, il est nommé par le pape consultant du conseil pontifical Justice et Paix pour un mandat de cinq ans, et aussi père synodal du synode des évêques à Rome sur la préparation des prêtres, où ses interventions amènent alors la congrégation pour l'évangélisation des peuples à le mandater pour inspecter plusieurs séminaires. Il est nommé la même année, membre de la congrégation pour la doctrine de la foi, faisant de lui le premier évêque australien à ce poste, il en reste membre jusqu'en l'an 2000.
Il est nommé archevêque de Melbourne le 16 juillet 1996, et est installé le 16 août suivant. Il choisit alors comme devise d'archevêque « N'aie pas peur ». En octobre 1996 il annonce la création d'un commission indépendante chargé d'examiner les plaintes de pédophilies dans le diocèse. Il reçoit le pallium du pape Jean-Paul II le 29 juin 1997. Il fait du recrutement et de l'aide à la maturation de la vocation pour la prêtrise sa priorité dans l'archidiocèse, il explique en effet que « Sans prêtres, nos paroisses périssent et meurent ».
De 1998 à 2001, il assure les charges de Grand Prieur de l'Ordre équestre du Saint-Sépulcre de Jérusalem dans la lieutenance d'Australie du Sud, de 1998 à 2001, puis dans la lieutenance de Nouvelle-Zélande du Sud jusqu'à 2014.
Le 26 mars 2001, il est nommé 8e archevêque de Sydney succédant ainsi au cardinal Edward Bede Clancy. Cette nomination provoque un retentissement en Australie car l'archidiocèse de Melbourne est alors considéré comme supérieur à celui de Sydney, sa superficie et sa population étant plus élevées. Certains catholiques pronostiquaient plutôt sa nomination comme préfet de la congrégation pour l'éducation ou l'évangélisation des peuples après deux décennies d'épiscopat à Melbourne. Il est installé en la cathédrale Sainte-Marie de Sydney le 10 mai de la même année. En avril 2002, Jean-Paul II le nomme membre du comité Vox Clara pour renseigner la Congrégation pour le culte divin sur la traduction anglaise des textes liturgiques. Le 21 décembre 2002, il est nommé membre du Conseil pontifical pour la famille.

### Cardinal

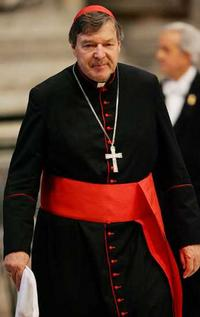
Le cardinal Pell en 2007 à Rome.

George Pell est créé cardinal par Jean-Paul II au cours du consistoire du 21 octobre 2003 avec le titre de cardinal-prêtre de Santa Maria Domenica Mazzarello. La cérémonie se déroule exceptionnellement en extérieur sur la place Saint-Pierre, George Pell est accompagné par un prêtre assistant, son cousin Henry Nolan, ancien compagnon de séminaire. À l'issue de la cérémonie, le nouveau cardinal évoque certains points qui l'ont touché durant la cérémonie, notamment la nécessité d'une bonne traduction de la liturgie pour être fidèle à la langue d'origine : le latin, la beauté de cette langue devant se retrouver dans sa traduction. Il souligne aussi la difficulté à rester concentré durant toute la cérémonie se déroulant à l'extérieur. Il est fait chevalier Grand-Croix de l'Ordre équestre du Saint-Sépulcre de Jérusalem pour l'occasion. Le 2 février 2005 il est nommé membre de la congrégation pour le culte divin et la discipline des sacrements.
Il participe au conclave de 2005 qui élit le pape Benoît XVI, et devient ainsi le 5e cardinal australien à participer à un conclave. Il est alors estimé par certains médias trop jeune pour être papable.
En 2006, il obtient que les Journées mondiales de la jeunesse 2008 soient organisées dans la ville de Sydney. En tant que pasteur, il défend la doctrine sociale de l'Église à plusieurs reprises au sein de la société australienne.
Il est nommé président-délégué du synode sur la parole de Dieu du 5 au 26 octobre 2008, en remplacement du cardinal Oswald Gracias ne pouvant s'y rendre. Le 18 septembre 2012 il est nommé Père synodal du Synode des évêques sur la nouvelle évangélisation pour la transmission de la foi chrétienne, se tenant en octobre 2012. Le 22 septembre 2012 il est nommé membre de la congrégation pour les évêques par Benoît XVI.
Il participe au conclave de 2013 qui élit le pape François. Le 13 avril 2013, le nouveau pape constitue un groupe de neuf prélats issus de tous les continents, chargés de l'épauler dans la réforme de la Curie romaine et de la révision de la constitution apostolique Pastor Bonus. Pour l'Océanie, c'est le cardinal Pell qui est choisi.
Il est nommé membre de la Congrégation pour les instituts de vie consacrée et les sociétés de vie apostolique le 29 mars 2014 à l'occasion du renouvellement de la congrégation, et membre de la congrégation pour l'évangélisation des peuples le 13 septembre 2014.
Le 9 septembre 2014, il est nommé par François père synodal pour la troisième assemblée générale extraordinaire du synode des évêques sur la famille se déroulant du 5 au 19 octobre en tant que membre spécialement nommé par le Pape. Juste avant le synode, celui-ci réaffirme son opposition à l'accès à la communion des divorcés remariés. À la fin de la première semaine de synode, le cardinal commente la relatio faisant un état des propositions du Synode. Il trouve que celle-ci ne représente pas la majorité des avis, et ré-attaque notamment la partie sur les divorcés-remariés en expliquant que « La question de la communion pour les divorcés et remariés n'est que la pointe de l'iceberg », il met en garde sur les conséquences que peuvent entraîner la volonté de certains de se montrer miséricordieux, leurs décisions pouvant entraîner des changements radicaux dans la direction de l'Église et conduisant alors à ce qui se passe dans d'autres religions chrétiennes. Au cours d'une homélie lue à l'occasion du 3e pèlerinage à Rome organisé par le Cœtus Internationalis Summorum Pontificum il rappelle la notion de consensus avec laquelle travaille le collège des évêques et des cardinaux, et donc l'importance de ne pas entrer dans des discussions stériles qui rendent le travail contre-productif. Il rappelle en outre que l'Église n'est pas construite sur le roc mais sur saint Pierre avec ses défauts et ses faiblesses.
En septembre 2015, il est confirmé comme membre de droit du Synode des évêques sur la mission de la famille dans l'Église et dans le monde en tant que chef de dicastère de la Curie romaine par François. Il est élu le 7 octobre au cours du synode, comme modérateur d'un des cercles mineurs anglophone de réflexion.
Au cours de la 27e réunion du conseil des cardinaux, le 12 décembre 2018, il est annoncé qu'il n'est pas renouvelé dans ses fonctions de membre pour raison d'âge; certains ont tôt fait d'évoquer les lourdes accusations de pédophilie qui pèsent sur lui,. Dans les faits, le verdict de culpabilité déjà rendu le 11 décembre 2018 ne sera rendu public que le 25 février 2019.

#### Cardinal secrétaire pour l'économie

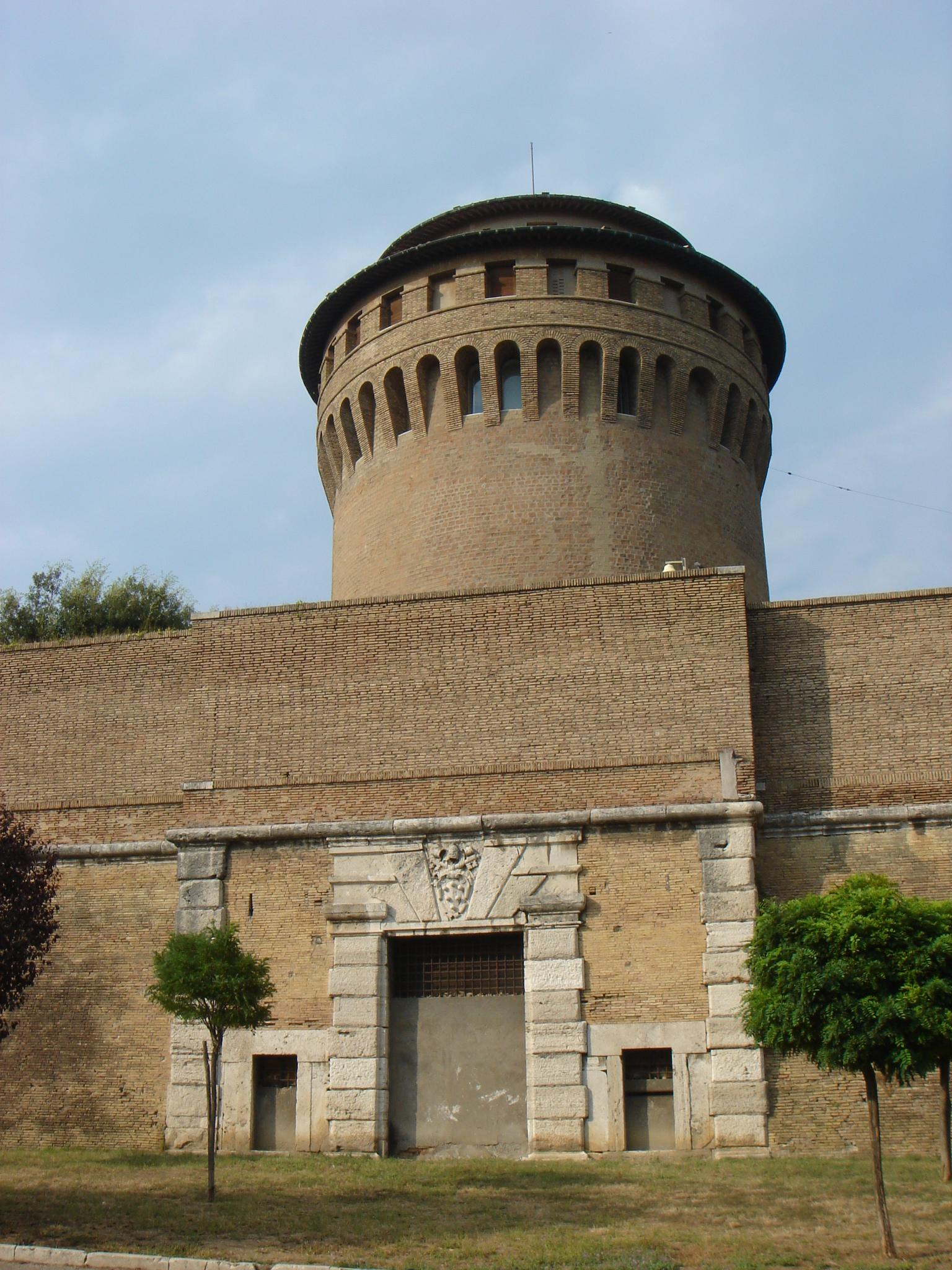
La tour Saint-Jean, siège du secrétariat pour l'économie.

Le 24 février 2014, par le motu proprio Fidelis dispensator et prudens, le pape institue un secrétariat pour l'économie et en nomme le cardinal Pell préfet. Celui-ci, pour mieux se concentrer sur son nouveau ministère, prévoit alors de s'installer au Vatican et donc de cesser ses fonctions d'archevêque de Sydney. À la tête d'un nouvel organe du Vatican, c'est le poste d'un nouveau cardinal-secrétaire (ou aussi appelé cardinal-préfet selon le motu proprio) qui lui est proposé. Sans être l'égal du cardinal secrétaire d'État, Pietro Parolin, ses fonctions ne dépendent pas de la secrétairerie d'État, mais directement du souverain pontife. Cette appellation de secrétariat témoigne de l'importance du poste que le pape confie au cardinal Pell. En effet, seule jusque-là la secrétairerie d'État possédait ce nom dans la Curie romaine. Ce nouvel organe est en effet présenté par les médias comme un ministère ayant un large pouvoir et menant une politique, contrairement aux congrégations qui sont plus des cercles de réflexions pour guider le pape. En plus de la fonction de chef de ce nouveau secrétariat, il est aussi chargé d'en écrire les statuts pour une ratification ultérieure de ceux-ci par le saint-père.
En plus de veiller à une meilleure gestion des ressources pour « pouvoir les destiner aussi aux pauvres », le cardinal Pell explique au quotidien italien Il Sole 24 Ore la nécessité de changer la politique budgétaire afin de réduire la bureaucratie, mais aussi de favoriser une plus grande autonomie des dépenses de chaque ministère. En tant que secrétaire, et dépendant de ce fait directement du Pape, il a ainsi autorité sur l'Institut pour les œuvres de religion, l'autorité d'information financière et de la Congrégation pour l'évangélisation des peuples. Sa nomination est vue comme un contrepoids à la nomination à la tête du conseil pour l'économie du cardinal Reinhard Marx. Le cardinal Marx est un fils de syndicaliste, alors que le cardinal Pell est généralement présenté comme un théologien plutôt conservateur et proche du pape émérite Benoît XVI.
Le 5 avril 2014, il fait appel au professeur Franco Dalla Sega, comme conseiller spécial, notamment pour l'aider dans la réorganisation de l'APSA. Le 9 juillet, au cours d'une conférence de presse, il présente les premiers travaux du secrétariat, avec notamment l'élaboration d'un Project management office, dirigé par Danny Casey. Ce bureau a pour but d'organiser le transfert de la section ordinaire de l'APSA vers le secrétariat pour l'économie, comme décrété dans le motu proprio du pape en date du 9 juillet 2014. En août, dans la lignée de l'exhortation apostolique Evangelii gaudium, il remet l'accent sur la nécessité de se concentrer sur la pauvreté au travers de l'éducation, de l'hospitalité et de la famille. À la suite du synode, le pape officialise son élection comme membre du 14e conseil ordinaire du secrétariat général du Synode des évêques.
Le 26 février 2019, il est annoncé par le directeur de la salle de presse du Saint-Siège que le mandat de cinq ans du cardinal Pell à la tête du secrétariat pour l'économie étant arrivé à échéance, il n'est plus préfet de ce dicastère.

### Mort
Le cardinal George Pell décède le 10 janvier 2023 dans un hôpital à Rome d'un arrêt cardiaque à la suite de complications consécutives à une opération de la hanche,.
Le pape François dans son télégramme de condoléance salue « sa collaboration diligente avec le Saint-Siège dans sa réforme économique dont il a jeté les bases avec détermination et sagesse »,.

## Prises de position

### Pastorale

#### Messead orientem
Le cardinal Pell soutient l'utilisation de la messe ad orientem du canon de la messe, trouvant dans celle-ci le fait que le prêtre n'est ainsi plus le « centre du spectacle ». Il prévoit de participer au troisième pèlerinage à Rome en octobre 2014, pèlerinage organisé par le Cœtus Internationalis Summorum Pontificum qui promeut le développement de la forme extraordinaire du rite romain remise au jour par le Motu proprio Summorum Pontificum du pape Benoît XVI mais, souffrant d'une bronchite, il ne peut célébrer la messe en l'église de la Très Sainte Trinité des Pèlerins à Rome.

#### Fraternité sacerdotale Saint-Pie-X
Le cardinal Pell a exprimé son accord avec la levée de l'excommunication des quatre évêques de la Fraternité sacerdotale Saint-Pie-X (FSSPX). Il souligne : « Je pense qu'il est certainement un objectif louable d'essayer de concilier cette aile de l'Église », mais il a aussi insisté sur le fait que la FSSPX doit accepter les enseignements du Concile Vatican II avant qu'ils puissent être pleinement réconciliés avec le Saint-Siège, expliquant : « Je pense qu'il serait tout à fait incongru de vouloir être formellement réconcilié avec l'Église si vous désavouez explicitement les éléments clés de Vatican II », dont il a rappelé l'enseignement que « l'État ne peut pas contraindre la croyance » et « la condamnation de l'antisémitisme » par leur conseil.

#### Ordinations
Le cardinal Pell considère qu'abandonner le célibat des prêtres serait une erreur. En octobre 2005 au cours du Synode des évêques sur « L'Eucharistie : source et sommet de la vie et de la mission de l'Église » à Rome, s'exprimant alors sur le rapport entre le célibat et la célébration du saint sacrifice, il déclare que « Perdre cette tradition maintenant serait une grave erreur, qui provoquerait une confusion dans les zones de mission et ne renforcerait pas la vitalité spirituelle dans le premier monde ». Sur l'ordination de femmes, il soutient le point de vue du pape Jean-Paul II, qui affirme que celle-ci est impossible selon la constitution divine de l'Église.

### Politique

#### Australie et république
Lors de la Convention constitutionnelle australienne de 1998 (en), laquelle a examiné la question pour l'Australie de devenir une république, l'archevêque Pell y a été nommé délégué. Il s'est prononcé en faveur d'un changement, et a appelé les dirigeants politiques de l'Australie à embrasser la République, notant que « sans le soutien de la plupart des bancs avant des deux côtés du Parlement, ce serait du gaspillage d'aller à un référendum ». Vers la fin de la procédure, il a appelé les conservateurs à soutenir le changement.

#### Guerre en Irak et en Afghanistan
En 2008, à la suite de la mort d'un nouveau soldat en Afghanistan, Pell rappelle la lutte à mort qui s'y déroule. Il réaffirme qu'il n'a jamais soutenu la deuxième guerre en Irak commencée par George W. Bush, rappelant que les Américains n'y ont finalement pas trouvé d'armes chimiques illégales. Il explique qu'avec cette guerre, le sort des chrétiens irakiens n'a fait qu'empirer. Il soutient par contre la guerre en Afghanistan.

### Sociétal

#### Sida et préservatif
En 2009, Benoît XVI était intervenu sur la sexualité en Afrique, notamment sur le fait que, selon lui, surmonter le SIDA ne réside pas dans la distribution de préservatifs, et que ceux-ci pourraient même augmenter le problème. En réponse à la couverture médiatique faite à ces propos, le cardinal Pell explique que, selon lui, les préservatifs témoignent d'une « grande crise de spiritualité et de santé » et que « Les préservatifs encouragent la promiscuité. Ils encouragent donc les irresponsabilités ».

#### Écologie
À l'occasion de la publication de la 2e encyclique de François Laudato si' en juin 2015, le cardinal Pell émet des réserves sur le rôle de l'Église dans l'écologie ; il explique en effet que « L'Église n'a pas un mandat du Seigneur de se prononcer sur des questions scientifiques ». Prenant donc ses distances avec l'encyclique selon le quotidien économique britannique Financial Times, il note néanmoins que l'encyclique comporte des points intéressants, et que celle-ci explique bien « nos obligations envers les générations futures et nos obligations envers l'environnement ».

## Affaires de pédophilie
En 2015, George Pell est critiqué par Peter Saunders, alors membre laïc de la Commission pontificale pour la protection des mineurs, pour avoir eu, selon lui, une attitude méprisante envers les victimes d'abus sexuels commis par des membres du clergé. Pour l'ancienne victime d'actes pédophiles, le comportement du cardinal est incompatible avec son maintien au Vatican. George Pell réplique qu'il n'a jamais couvert de délits et qu'il intentera des actions en justice contre ces accusations. Le porte-parole du Vatican Federico Lombardi qualifie la réaction du cardinal de « digne de respect et d'attention » tandis que le cardinal Seán O'Malley, président de la commission, soutient que celle-ci « n'a pas compétence pour commenter des cas ou des enquêtes individuelles ».
Le cardinal George Pell est ciblé, en février 2016, par le Herald Sun de Melbourne qui affirme que la police de l'État de Victoria enquête sur lui pour des affaires d'attouchements concernant cinq à dix garçons. Pour le cardinal, qui dément ces accusations, ces attaques ont pour but d'affaiblir l'Église catholique australienne.
La même année, une affaire de pédophilie refait surface. Dans les années 1970, un jeune garçon aurait confié au cardinal Pell que le frère (Edward « Ted ») Dowlan, membre des Frères chrétiens, « se comportait mal » avec les garçons ; Pell n'aurait alors pris aucune mesure. Le cardinal expliquera qu'« avec le recul de quarante années, je dirais certainement que j'aurais dû en faire davantage ». Il nie cependant avoir voulu étouffer l'affaire.
Le 29 juin 2017, l'enquête est publiée dans la presse. Cité à comparaître le 18 juillet devant un tribunal australien, le cardinal Pell, réaffirmant son innocence, décide de rentrer en Australie et se met en congé de ses fonctions vaticanes le temps de la procédure judiciaire.
Le cardinal fait également l'objet d'une autre plainte selon laquelle il aurait couvert les abus d'Edward « Ted » Dowlan.

### Condamnation en première instance
Le 25 février 2019, le verdict de culpabilité est annoncé avec quelques semaines de retard, le tribunal en ayant interdit temporairement la publication afin de préserver l'intégrité de poursuites ultérieures,. À l'unanimité, le 11 décembre 2018, le jury a déclaré le cardinal Pell coupable d'agression sexuelle, notamment sur cinq chefs d'accusation dont celle de « pénétration sexuelle sur un mineur de moins de 16 ans », rapportée par une première victime qui a témoigné à huis clos, et qui constituait le crime le plus grave. Les quatre autres cas relèvent d'« agressions sexuelles sur mineur de moins de 16 ans ». Une autre victime possible est morte d'une overdose en 2014, à l'âge de 30 ans, et n'a par conséquent pas témoigné,.  
Le 27 février 2019, le cardinal est incarcéré. Le 13 mars 2019, il est condamné à six ans de prison. Il en risquait cinquante. Le juge a expliqué avoir tenu compte de « crimes odieux » commis par le prélat mais aussi de son âge avancé. Il a aussi souligné l'arrogance stupéfiante du cardinal.  
George Pell a fait appel de sa condamnation pénale pour actes de pédophilie : l'appel est rejeté le 21 août 2019.  
En attendant l'épuisement des recours civils en Australie, le Vatican maintient son appui à Pell,.  

### Acquittement par la Haute Cour
Pell dépose à la suite de sa condamnation une demande de révision auprès de la Haute Cour, acceptée le 13 novembre 2019, qui conclut à son acquittement à l'unanimité des sept juges et à sa libération immédiate en mars 2020, après un an d'incarcération, estimant qu'il y avait « une possibilité importante qu'une personne innocente ait été condamnée, parce que les preuves n'ont pas établi sa culpabilité selon le niveau de preuve requis. » ; le risque de poursuites au civil demeure. Il réagit à l'occasion de sa libération sur plusieurs points, notamment vis-à-vis de son accusateur pour lequel il dit ne « pas avoir de rancune » et ajoute « Je ne veux pas que mon acquittement ajoute à la douleur et à l'amertume que beaucoup ressentent ; il y a certainement assez de douleur et d'amertume ». Il explique aussi se réjouir de la date de cette nouvelle, lui permettant de vivre le Triduum pascal en liberté, et notamment de pouvoir célébrer la messe.

### Nouvelles plaintes et condamnation de la presse
En juin 2019, il est visé par une autre plainte pour avoir couvert le prêtre Edward « Ted » Dowan, au début des années 1980, dont il savait qu'il abusait d'enfants. L'évêque de Ballarat, Paul Bird, et l'archevêque de Melbourne, Peter Comensoli, sont également mis en cause.
En avril 2020, au lendemain de sa libération, une nouvelle enquête est ouverte par la police australienne pour des abus sexuels sur enfants dans les années 1970, toujours à Ballarat. La presse se fait alors l'écho de virements d'argent, 700 000 euros, du Vatican à l'Australie ; il est suspecté qu'un rival de Pell, le cardinal Giovanni Angelo Becciu, mécontent du programme de réforme financière de Pell, avait envoyé cet argent pour payer un témoin australien dans l'affaire d'abus sexuels. Tout en reconnaissant la réalité de ces transferts, la police australienne décide ne pas enquêter dessus,,.
Le 7 mai 2020, le rapport de la commission royale révèle que le futur cardinal George Pell, alors membre du collège de consultants du diocèse de Ballarat, était au courant des abus commis par Gerald Ridsdale, un prêtre catholique australien, reconnu coupable d'abus sexuels sur des enfants et d'attentats à la pudeur envers au moins 70 enfants, et avait délibérément participé aux efforts de dissimulation et au transfert de Ridsdale de la paroisse Mortlake près de Ballarat vers Sydney en 1982,. « Au moins » l'une des victimes de Ridsdale, son neveu David, affirme que Pell « a essayé de le soudoyer » pour qu'il « garde le silence », en février 1983, lors d'une conversation téléphonique. Même s'il y a un doute sur la façon dont David Risdale a interprété la conversation,,, la commission constate également que Pell était suffisamment conscient des abus sexuels commis sur des enfants par le prêtre dès 1973 et aurait dû envisager des mesures visant à éviter les situations à risques, comme le laisser emmener des garçons dans des camps de nuit,.
En juin 2021, la Cour suprême de Victoria condamne la presse qui a révélé, commenté les conclusions du premier procès et critiqué l'acquittement de 2019. Les fortes amendes sont infligées à The Age, 450 000 AUD, et à News Corp, 400 000 AUD.

## Succession apostolique
George Pell a ordonné les évêques suivants :
- Archevêque Denis Hart (en) (1997)
- Évêque Joseph Grech (en) (1999)
- Évêque Christopher Henry Toohey (it) (2001)
- Archevêque Julian Porteous (en) (2003)
- Archevêque Anthony Colin Fisher, O.P. (2003)
- Évêque Terence John Gerard Brady (en) (2007)
- Évêque Michael Joseph McKenna (en) (2009)
- Archevêque Peter Comensoli (en) (2011)
- Évêque William Joseph Wright (en) (2011)

## Armes
Possédant les ornements communs des cardinaux ayant la dignité d'archevêque, le blason est constitué de deux parties:
- La partie gauche est le blason des titulaires du siège de Sydney : les quatre étoiles représentant la constellation de la Croix du Sud.
- La partie droite comporte trois armes. Le « pélican dans sa piété », emblème eucharistique traditionnel venant d'une légende médiévale où le pélican nourrit ses petits avec le sang de son propre corps, ce pélican est aussi un symbole de la famille Pell. Le soleil de sa splendeur est un emblème traditionnel de Saint Thomas d'Aquin et fait référence au collège d'Aquin à Ballarat où le cardinal y a été directeur. Le monogramme « MR » avec sa couronne est une représentation traditionnelle de Marie la reine.

## Distinctions
- : Médaille du centenaire de la fédération d'Australie (21 avril 2003[8])
- : Chevalier Grand-Croix de l'Ordre équestre du Saint-Sépulcre de Jérusalem (2003[8])
- : Compagnon de l'Ordre d'Australie (13 juin 2005[87])
- : Bailli Grand-Croix d'Honneur et de Dévotion de l'ordre souverain militaire et hospitalier de Saint-Jean de Jérusalem, de Rhodes et de Malte (2008[8])

## Publications
- (en) Bread, stones or fairy floss : religious education today (Brochure), Melbourne, Australian Catholic Truth Society Publications, 1977, 32 p.
- (en) Are our secondary schools Catholic? (Brochure), Melbourne, Australian Catholic Truth Society Publications, 1979
- (en) An evaluation of the goal of moral autonomy in the theory and practice of Lawrence Kohlberg (Thèse), Clayton, Melbourne, Monash University, 1982
- (en) Issues of Faith and Morals (Livre de poche), Melbourne, Oxford University Press, 1996, 146 p. (ISBN 0-19-553978-8)
- (en) The Inaugural Acton Lecture on Religion and Freedom : Catholicism and the architecture of freedom (Discours solennel), St Leonards, Sydney, Centre for Independent Studies, 1999, 14 p. (ISBN 1-86432-044-3)
- (en) Be not afraid : collected writing (Livre de poche), Sydney, Duffy & Snellgrove, 2004 (ISBN 1-876631-97-X)
- (en) God and Caesar : Selected Essays on Religion, Politics, and Society (Livre de poche), Ballan, Victoria, Connor Court, 2007, 189 p. (ISBN 978-0-8132-1503-7, lire en ligne)
- (en) Test Everything : Hold Fast to What Is Good (Livre de poche), Ballan, Victoria, Connor Court, 2010 (ISBN 978-1-921421-37-2)